# Serguéi Vladímirovich Orlov
Serguéi Vladímirovich Orlov (en ruso: Серге́й Влади́мирович Орло́в; 6 de agostojul./ 18 de agosto de 1880greg. – 12 de enero de 1958) fue un astrónomo ruso de la etapa soviética. Desempeñó diversos cargos en la Universidad Estatal de Perm y dirigió el Instituto Astronómico Sternberg (1943-1952). Fue miembro correspondiente de la Academia de Ciencias de la URSS desde 1943.

## Biografía
Después de graduarse en el año 1899 en un instituto de Moscú, se matriculó en la especialidad de física-matemática de la Facultad de la Universidad de Moscú. Comenzó su actividad científica todavía como estudiante, trabajando en el observatorio de la universidad.
Después de graduarse en la universidad en 1904, siguió trabajando en el observatorio y comenzó a dar clases, aunque fue alistado para servir como oficial durante la guerra ruso-japonesa.
Entre 1906 y 1914 impartió clases en la escuela secundaria superior, y comenzó el estudio de los cometas. En 1914-1917 volvió al servicio activo en el ejército durante la Primera Guerra Mundial. Fue herido y volvió al instituto, donde fue profesor de matemáticas y física, ejerciendo como subdirector hasta 1920.
Entre 1920 y 1922 fue profesor en la Universidad Estatal de Perm, donde dirigió la cátedra de astronomía y la de física.
Simultáneamente, en 1921 también accedió al cargo de decano de la facultad tecnológica de la Universidad de Perm.
En 1922 volvió de nuevo a Moscú, empleándose en el Instituto de Investigación Astronómica y Geodésica, con base en el Observatorio de la Universidad de Moscú; y después de la formación en 1931 del Instituto Astronómico Sternberg, pasó a ser su director adjunto.
En 1926 fue nombrado profesor de la Universidad de Moscú, donde impartió cursos en el campo de la astrofísica y de la astronomía cometaria.
En 1935 obtuvo el título de doctor en ciencias físico-matemáticas, y a partir de 1938, se convirtió en presidente de la cátedra de "Astronomía Cometaria". Entre 1943 y 1952 fue director del Instituto Astronómico Sternberg.

## Actividades científicas
Orlov se dedicó al estudio de los cometas. A partir de las ideas de Fiódor Bredijin, desarrolló una nueva teoría sobre la estructura de la cabeza de los cometas; facilitando una clasificación más estricta; y resolviendo el problema de la modificación del brillo de un cometa en función de su distancia al Sol. Investigó las causas de la aceleración de las partículas de las colas de los cometas en dirección contraria al Sol, y fue el primero en identificar las líneas del níquel en el espectro de un cometa.
Identificó 37 tipos de colas de cometas y 30 tipos de cabezas; registró colas anómalas en dos cometas, y halos inusuales en otros cinco. Durante más de 30 años (1922-1958) dirigió los estudios cometarios en Moscú; creó una cámara especial para tomar fotografías de los cometas y elaboró una metodología para su fotogrametría.

## Escritos
- Los Cometas, M.— L., 1935;
- El origen de los cometas, en kn.: Los avances astronómicos de las ciencias, 2, M.— L., 1941;
- La cabeza del cometa y una nueva clasificación de formas cometarias, M., 1945;
- Presión de radiación y el gas de las colas de los cometas, "Revista de Astronomía", 1956, p. 33, p. 6;
- Sistema de rayos en la cabeza de un cometa..., ibid, 1957, p. 34, p. 2.

## Premios
- Premio Stalin de Primer Grado (1943), por sus trabajos en el campo de la astronomía: "Cometa", "El origen de los cometas" (1941) y "La cabeza del cometa y la nueva clasificación de sus formas" (1942).
- Dos Órdenes de Lenin.
- Premio F. A. Bredihina AC de la URSS (1959).
- El cráter lunar Orlov[4] lleva este nombre en su memoria, honor compartido con el también astrónomo ruso del mismo apellido Aleksandr Yákovlevich Orlov (1880-1954).
- El asteroide (2724) Orlov también conmemora el nombre de ambos.[5]